# Cei 42 de mucenici din Amoreea
Sfinții 42 mucenici din Amoreea (d. 845) au fost oficiali ai Imperiului Bizantin luați prizonieri de Califatul Abbasid în urma devastării Amoreei⁠(d), una dintre cele mai importante cetăți ale Imperiului Bizantin în secolul al IX-lea. Oficialii au fost capturați cu ocazia căderii cetății în mâinile sarazinilor conduși de califul abbasid Al-Mu'tasim în anul 838 d.Hr., duși în sclavie la Samarra (azi în Irak), unde au fost decapitați pentru că au refuzat să se convertească la islam.
Biserica Romano-Catolică și Biserica Ortodoxă îi comemorează ca sfinți pe data de 6 martie.